# Dhanote
Dhanote é uma cidade do Paquistão localizada na província de Punjab.